# Soupe de Chalet
Die Soupe de Chalet, auch soupe du chalet und Bergsuppe genannt, ist eine Schweizer Käse-Gemüsesuppe aus dem Kanton Freiburg, die zu früheren Zeiten in den Chalets von den Armaillis (französisch für Senn, Kuhhirten aus dem Greyerzerland) während der Weidezeit zubereitet wurde. Hergestellt wird sie aus Kartoffeln, Karotten, Porree, Bohnen, Spinat, Teigwaren, Rahm, Gruyère-Käse und Muskatnuss. In den Bergen wurde die Suppe nur aus dem gekocht, was die Hirten vorrätig hatten, dazu gehörten normalerweise nur Gruyère-Käse, Kartoffeln, Zwiebeln und frische Milch.